# Arosio (Włochy)
Arosio – miejscowość i gmina we Włoszech, w regionie Lombardia, w prowincji Como.
Według danych na rok 2004 gminę zamieszkiwało 4469 osób, 2234,5 os./km².